# Jānis Balodis
Jānis Balodis (Trikāta, Municipi de Valka, 20 de febrer de 1881-Saulkrasti, Municipi de Saulkrasti, 8 d'agost de 1965), va ser un polític i general de l'exèrcit letó, figura principal a la fundació del govern de la independència de Letònia. Abans de la independència, va servir a l'Exèrcit Imperial Rus fins a la seva captura pels alemanys el 1915.
Balodis va ser comandant en cap de l'exèrcit durant la Guerra de la Independència de Letònia. Després va tenir el càrrec de ministre de guerra des de 1931 fins a l'ocupació soviètica de Letònia el 1940. Posteriorment va ser detingut per les autoritats soviètiques i deportat a Sibèria, i solament se'l va permetre tornar a Letònia el 1956.
Balodis és un dels militars letons que li va ser concedida les condecoració de l'Orde de Lāčplēsis de segona i tercera classe.